# 公子高
公子高（こうしこう、? - 紀元前209年）は、秦の始皇帝から二世皇帝にかけての公子。姓は嬴（えい）。具体的な親族の血縁上の位置づけは不明。『史記』「李斯列伝」にわずかに記述されている。
始皇帝の死後、末子・胡亥が即位して二世皇帝となり、趙高が郎中令となると、法令が急激に厳しくなり、同族の公子将閭兄弟をはじめとして、公子12人・公主10人が処刑され、連座するものは数え切れないほどになった。
公子高は恐れて出奔しようと思ったが、出奔すると残した一族が趙高たちによって皆殺しの目にあってしまう。
そこで公子高は始皇帝に殉死し、始皇帝の眠る驪山の麓に埋葬してほしいとの旨を奏上し、喜んだ二世皇帝と趙高はこれを許可し、十万銭を以て篤く埋葬した。これによって公子高の生き残った一族は難を免れた。
桐谷正の小説・『驪山の夢』では公子高が主人公となっている。